# フリートベルク (バイエルン)
フリートベルク (ドイツ語: Friedberg, ドイツ語発音: [ˈfriːtbɛrk]) は、ドイツ連邦共和国バイエルン州シュヴァーベン行政管区のアイヒャッハ＝フリートベルク郡に属す市で、アウクスブルクの東に境を接している。バイエルン州に13ある leistungsfähigen kreisangehörigen Gemeinden（直訳すると「機能的な郡所属市町村」）の1つである。

## 地理
フリートベルクの市域は、レヒ川沿いの第三紀の丘陵が西端をなしている。この付近のレヒ川はリス氷期の氷河が融解してできた広い谷を流れているのである。

### 市の構成
本市は、公式には22の地区 (Ort) からなる。このうち小集落や孤立農場などを除く集落を以下に列記する。
| - バッヒェルン - デルヒング - ディッケルスモール - フリートベルク - ハーバースキルヒ - ハルトハウゼン - ハイマーツハウゼン - ヒューゲルスハルト | - オットマーリング - パール - レーデルツハウゼン - リンネンタール - ロールバッハ - シュテッツリング - ヴィッファーツハウゼン - ヴルファーツハウゼン |

### 隣接する市町村
フリートベルクに隣接する市町村は、西から時計回りにアウクスブルク、アフィング、オーバーグリースバッハ、ダージング、アーデルツハウゼン、オイラスブルク、リート、キッシングである。

## 歴史
この街は、1264年のアウクスブルク市民に宛てたシュタウフェン家コンラーディンとバイエルン公ルートヴィヒ2世の保護状に初めて記録されている。この文書にフリードリヒ城砦に関する記述がある。この城はバイエルン公のシュヴァーベンおよび帝国自由都市アウクスブルクに対する国境の城であり関税徴収施設であった。これはアウクスブルクにとっては大変に目障りな城であり、1396年には焼き討ちされている。この都市はその位置からたびたび問題の的となり、バイエルン、アウクスブルクおよびシュヴァーベンの間で戦闘に発展することも珍しくなく、その多くはこの市の背後で戦われた。1485年には宗教改革時代の再洗礼派指導者であるバルタザール・フープマイアーがフリートベルクで生まれている。
この街の最初の飛躍は、1568年に公妃クリスティーネがフリートベルク城を夫の死後の居館に定めたことによりバイエルンの宮廷生活がこの地に移ったことでもたらされた。しかしそれから1世紀の間に最盛期は突然終わりを迎えた。1599年にこの街でペストが流行し、三十年戦争ではスウェーデン軍によって2度にわたりほぼ完全に破壊されたのである。その後この街の経済は再び力強い発展を見せる。多くの時計製造者が現れ、この街をその中心地にしていった。フリートベルクは多くの時計愛好家が注目する街となり、フリートベルクの時計は今でも人気がある。1753年にバイエルンで最も素晴らしいロココ教会の一つであるヘルゴッツルー（主の安息）巡礼教会が建設された。19世紀になるとフリートベルクは繁栄を誇るアウクスブルクの人気の居住地となった。
この街は両大戦を大きな損害なく切り抜けた。1978年にシュヴァーベン行政管区の市町村再編によりそれまで独立していた13の町村がフリートベルクの市区となった。

## 行政

### 市議会
フリートベルクの市議会は無所属の第1市長ペーター・ベルクマイアーと30人の議員で構成される。

### 紋章
知られている最も古い紋章は市の創成期である1264年頃のものである。紋章のデザインは、当時からほとんど変わっていない。

### 姉妹都市
- フィエー・アッロ・シーリアル（イタリア、トレンティーノ＝アルト・アディジェ州）1959年
- フリートベルク（オーストリア、シュタイアーマルク州）1966年
- ブレシュイール（フランス、ドゥー＝セーヴル県）1992年
- チッパンハム（イギリス、ウィルトシャー）1992年
- ラクロス（アメリカ合衆国、ウィスコンシン州）2002年

## 経済と社会資本
フリートベルクの経済は、この街に本社とクッション家具工場をもつ家具メーカー販売「ゼクミュラー」と小規模手工業者によって支えられている。

### 交通
- 鉄道 アウクスブルク - インゴルシュタット線（パールタール鉄道）
- 連邦道 B8号線（シュトゥットガルト - ウルム - アウクスブルク - ミュンヘン）
- 連邦道 B2号線（この付近ではロマンティック街道の一部をなしている）
- 連邦道 B300号線（アウクスブルク - アイヒャッハ - シュローベンハウゼン - レーゲンスブルク）

#### 市電６号線
アウクスブルク中央駅からホッホツォルを経由してフリートベルク・ヴェスト（フリートベルク西）までの新しい市電6号線が建設中である。シュヴァーベンの行政当局は、2006年11月にそれ以前に計画されていた路線よりも先にこの区間の建設を許可した。工事は2007年6月にアウクスブルクのレムボルト通りとプリンツ通りから始まった。6号線の開通は、当初2009年末と計画されていたが、2010年末に延期された。

#### 郡道 AIC-25 新線
2008年10月から、B300号線交差点とアウトバーンのフリートベルク (バイエルン) インターチェンジを結ぶ郡道 AIC-25 新線が通行可能となった。

### 地元企業
- Segmüller（ゼクミュラー）— クッション家具製造、家具販売
- Federal Mogul（フェデラル・モグル）— ピストンリングや軸受ブッシュの製造

### 教育
- 基礎課程学校 5校
- 養護学校 1校
- 本課程学校 1校
- 実科学校 1校（コンラーディン実科学校）
- ギムナジウム 1校（ヴェルンハー・フォン・ブラウン・ギムナジウム）
- 専門上級学校 1校

## 文化と見所

### 博物館
- フリートベルク城館博物館: 大変に保存状態の良いフリートベルクの時計が多く展示されている。

### 建築

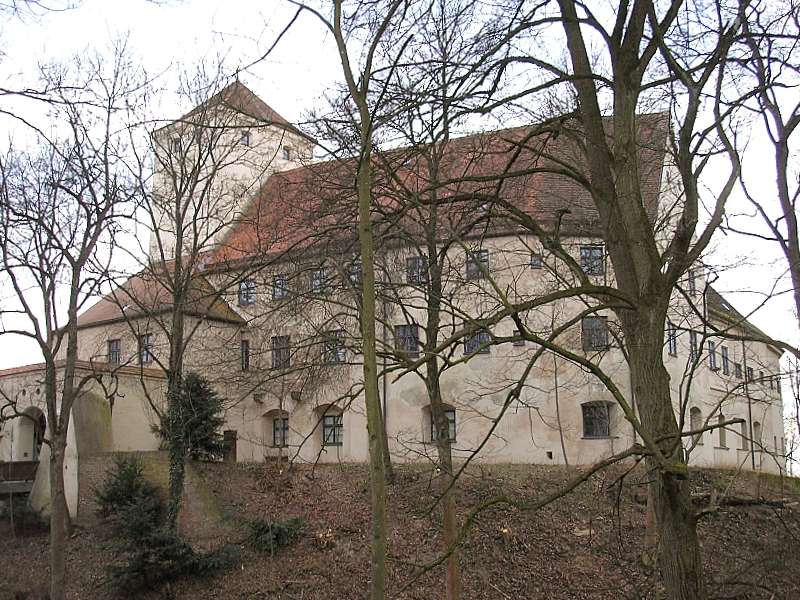
フリートベルク城

- フリートベルク城 — 1257年建造。現在の建物は99%近くが16世紀のものである。
- 市庁舎 —1680年頃。エリアス・ホルの弟子によって建造された。
- 聖ヤーコプ教区教会 —1871年から1872年建造。
- 主の安息巡礼教会 — 1731年から1753年。バイエルンで最も見事なロココ建築の一つ。
- マリアの泉 — マルクト広場にあり、ペスト柱が併設されている。1600年頃。
- 聖シュテファン教会 — 1698年。
- 荒野の聖アフラ教会 — 1710年。この場所で聖アフラが殉教した。
- マリア・アルバー巡礼教会 — 1686年
- 歴史的な市壁 — 1409年
- パロッティ教会 — 平和運動家でパロッティ会司祭のフランツ・ライニッシュの記念板がある。彼はヒトラーを拒否する宣誓を行い、これにより1942年にブランデンブルク・アン・デア・ハーフェルで殺害された[4]。

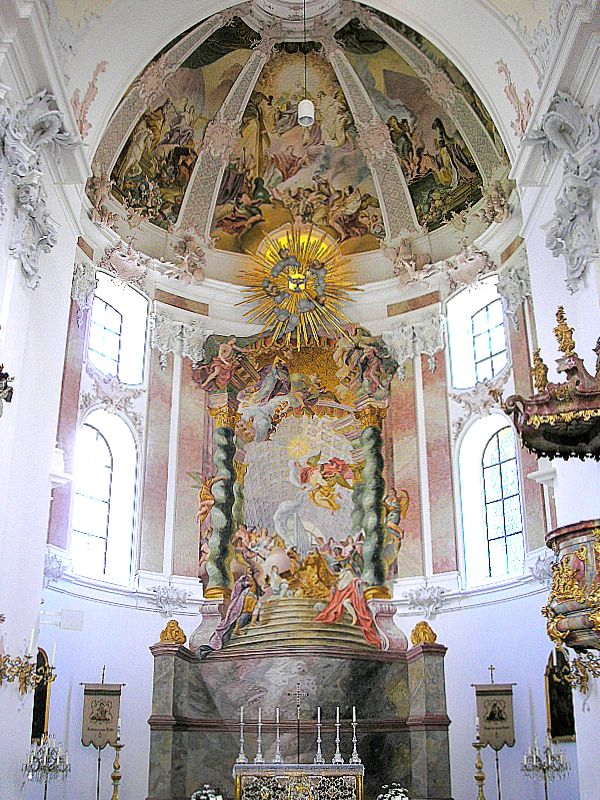
主の安息巡礼教会祭壇
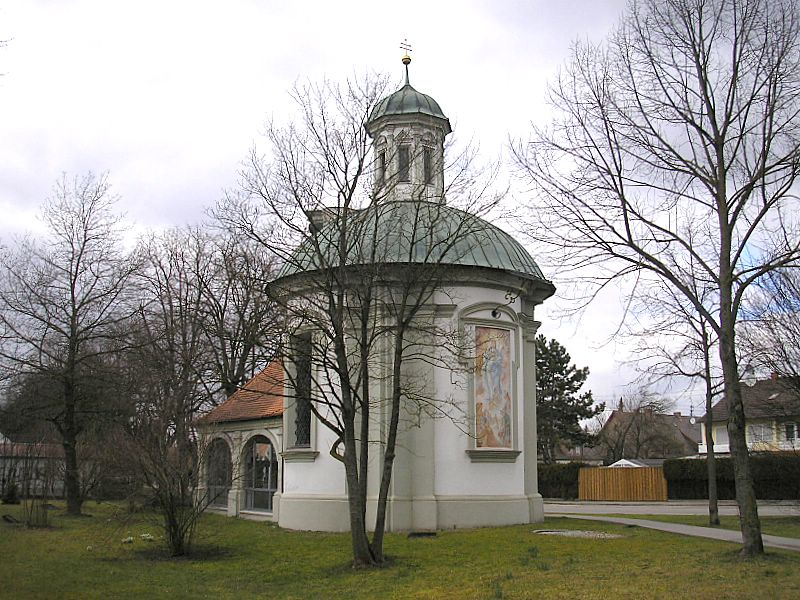
マリア・アルバー巡礼礼拝堂
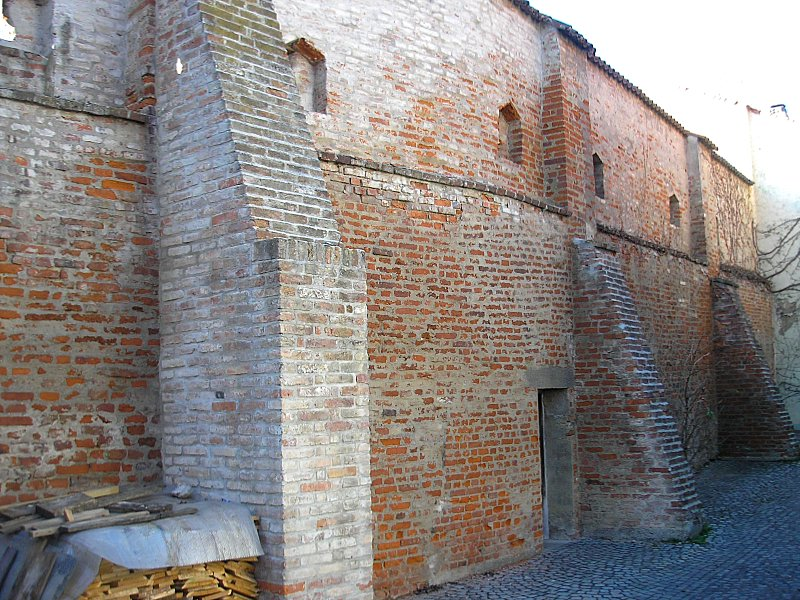
フリートベルクの市壁。西壁の内側。

### 年中行事
- フリートベルガー・ツァイト（直訳すると「フリートベルクの時代」、旧市街祭とも呼ばれる）— シュヴァーベン最大の歴史祭。3年ごとに開催される。次回の予定日は2010年7月である。
- スカートの日 — 5月末の日曜日
- クリスマスプレゼント市「フリートベルクのアドヴェント」
- フリートベルクの民俗・郷土祭 — 8月の初旬から中旬
- フリートベルクの音楽コンテスト  — ライオンズクラブがスポンサーとなって開催される。
- 大市 — 年4回（3月 御受難の主日市、6月 ヨハネの市、9月 マテウスの市、11月 マルティノの祝日市）
- ソープボックス・レース — 木製のおもちゃの車を使った子供のレース
- フリートベルガー・ハーフマラソン — 9月

### スポーツ
- TSVフリートベルクの男子ハンドボールチームはバイエルンリーガで数回優勝し、昨シーズンからレギオナルリーガに昇格した。
- フリートベルガー水浴地（広さおよそ450 × 430m、約18ha）はケーブル・スキーの施設があることで有名である。駐車場、広い日光浴広場、ビーチバレーコート、子供の砂浜、衛生施設（シャワー、トイレなど）、レストラン、売店、水泳監視所などが完備されている。
- フリートベルクには2つのサッカークラブ、TSVフリートベルクとSFフリートベルクがある。

## 人物

### 出身者
- バルタザール・フープマイアー（1485年 - 1528年）宗教改革時代の再洗礼派指導者
- フィラット・アルスラン（1970年 - ）ドイツ生まれのトルコ人ボクサー。WBA世界クルーザー級チャンピオン

### ゆかりの人物
- アウクスブルクのアフラ（生年不詳 - 304年）聖人、殉教者

## 引用
1. ↑  https://www.statistikdaten.bayern.de/genesis/online?operation=result&code=12411-003r&leerzeilen=false&language=de Genesis-Online-Datenbank des Bayerischen Landesamtes für Statistik Tabelle 12411-003r Fortschreibung des Bevölkerungsstandes: Gemeinden, Stichtag (Einwohnerzahlen auf Grundlage des Zensus 2011)
2. ↑  Max Mangold, ed (2005). Duden, Aussprachewörterbuch (6 ed.). Dudenverl. p. 342. ISBN 978-3-411-04066-7
3. ↑  Bayerische Landesbibliothek Online
4. ↑  Gedenkstätten für die Opfer des Nationalsozialismus. Eine Dokumentation, Band 1. Bundeszentrale für politische Bildung, Bonn 1995, ISBN 3-89331-208-0, S. 138